# Декан (христианство)
Дека́н (лат. decanus, от decem — десять; греч. δεκανός от греч. δέκα — десять) — в церковно-административной системе декан, называемый также окружным викарием (vicarius foraneus) или архипресвитером, выполняет административные и пастырские функции по координации деятельности приходов в определённой части епархии — деканате. В Восточных Католических Церквях исполняющий эту должность чаще всего называется протопресвитером (protopresbyter) (CCEO 276 § 1), а в Русской Православной Церкви аналогичные функции выполняет благочинный.
Должность декана впервые введена во Франкском королевстве в VII веке для лучшей организации деятельности разраставшихся епархий. Декан ежегодно инспектировал подведомственные ему церкви и часовни, а также духовенство, представляя отчёт своему епископу; впоследствии он созывал конгрегации деканата, извещал епископа о важнейших событиях и участвовал в главных епархиальных собраниях.
Декан назначается епископом, который перед принятием решения выслушивает мнение священников, исполняющих служение в данном викариате (ср. CIC 553 § 2). Декан должен быть достойный, опытный и уважаемый священник. К обязанностям и правам декана относятся наблюдение за соответствием образа жизни клириков деканата их положению, за добросовестным исполнением ими пастырских обязанностей, за состоянием храмов, церковного имущества и приходских книг, инспектирование приходов, духовная помощь священникам, находящимся в трудных ситуациях, забота о заболевших священниках и пр. (CIC 555).